# Lummel (beeldhouwen)

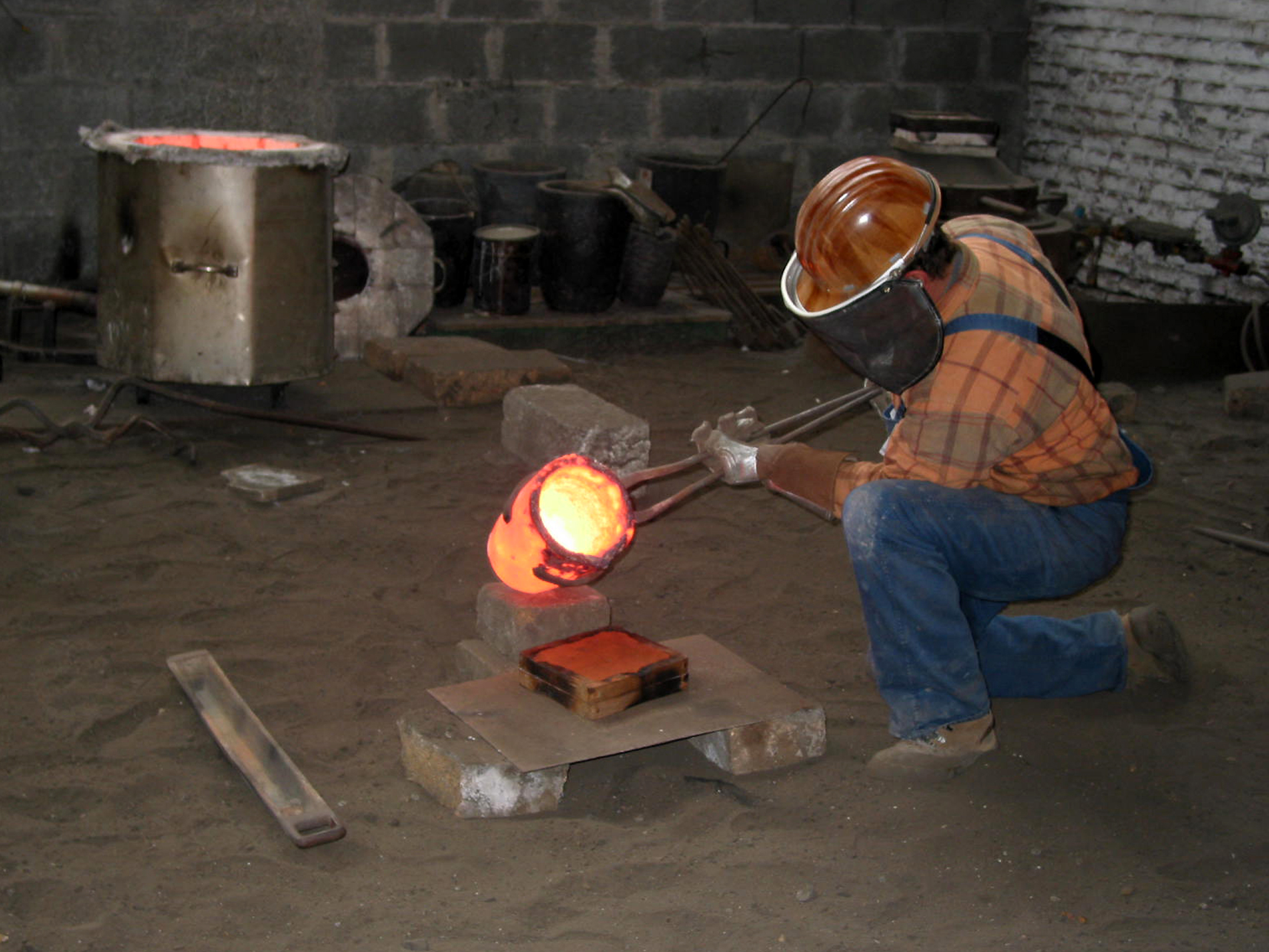
Gieten met een lummel

Een lummel is een speciaal werktuig dat gebruikt wordt bij het beeldhouwen, meer in het bijzonder bij het bronsgieten. 
Globaal gesteld is de lummel een ring met lange armen eraan. Met een lange tang wordt eerst het hete vat met brons in de ring geplaatst. Daarna wordt de lummel gebruikt om het vat boven de vulopening van de gietvorm te brengen. Wanneer het vat boven de vulopening is, wordt de lummel gedraaid en wordt het vloeibare brons in de vorm gegoten.